# Königlich Bayerisches 2. Ulanen-Regiment „König“

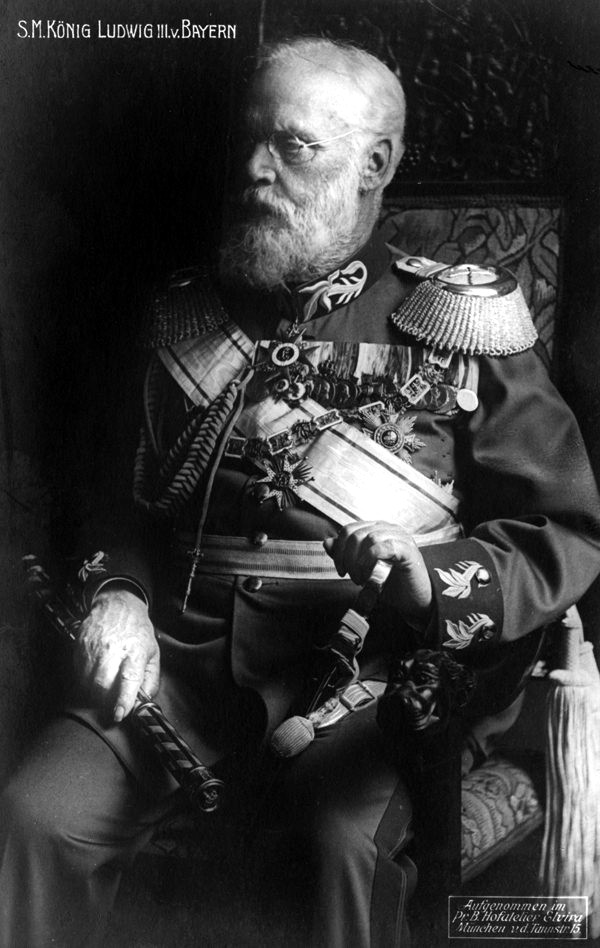
Der letzte Regimentsinhaber König Ludwig III., Fotografie Atelier Elvira 1914

Das 2. Ulanen-Regiment „König“ war ein Kavallerieverband der Bayerischen Armee. Der Friedensstandort des Regiments war Ansbach.

## Geschichte

### Aufstellung und Entwicklung
Das Regiment wurde am 21. Dezember 1863 auf Allerhöchste Entschließung durch König Maximilian II. vom 23. November 1863 in Ansbach (zwei Eskadronen), Neustadt an der Aisch (zwei Eskadronen) und Schwabach (eine Eskadron) aufgestellt. Es wurde aus der 5. und 6. Eskadron des 1. Chevaulegers-Regiments sowie der 5. und 6. Eskadron des 5. Chevaulegers-Regiments gebildet. Zum ersten Regimentskommandeur wurde Philipp Freiherr von Diez ernannt. Mitte Februar 1864 wurden 50 neue Lanzen im Regiment erprobt, welche ab Mai 1864 mit weiß-blauen Fähnlein versehen im gesamten Verband verwendet wurden. Die Unteroffiziere führten weiße Lanzenfähnlein mit dem Königswappen. Am 6. Juli 1864 wurde König Ludwig II. von Bayern Inhaber des Regiments, das von Beginn an die Bezeichnung 2. Ulanen-Regiment „König“ führte. Der Spitzname des Regiments war „Bier-Ulanen“ (während das 1. Ulanen-Regiment Bamberg den Spitznamen „Sekt-Ulanen“ hatte). Im Juli 1865 wurde das Lanzenmodell II eingeführt. Das Lanzenfähnlein wurde später abgelegt. Am 20. Mai 1866 wurde die 5. Eskadron aufgestellt. Das Regiment war geschlossen in Ansbach stationiert.

### Krieg gegen Preußen1866
Am 6. Juni 1866 trat das Regiment mit vier Feld-Eskadronen mit 443 Pferden an. Die 5. Eskadron war als Ersatz-Eskadron mit 110 Pferden vorgesehen. Die 6. Eskadron wurde am 10. Juni 1866 aufgestellt und nach Friedensschluss wieder aufgelöst. Es war der 1. leichten Kavallerie-Brigade unter Generalmajor Herzog Ludwig in Bayern/dem Reserve-Kavallerie-Korps unter General der Kavallerie Fürst von Thurn und Taxis unterstellt. Es kämpfte in Thüringen, bei Hammelburg und bei Würzburg gegen die preußische Main-Armee. Das Regiment hatte während des Krieges kaum Verluste zu beklagen (ein gefallener Ulan und zwei vermisste Pferde). Nach der Niederlage der Bundestruppen kehrte es am 8. September 1866 nach Ansbach zurück.
Die 1. Eskadron wurde bis 26. November 1867 nach Triesdorf ausgelagert. Am 11. Mai 1867 wurde die 2. Eskadron des aufgelösten 3. Ulanen-Regiments aufgenommen. Am 20. Mai 1867 wurde die 5. Eskadron als Depot umgegliedert. Das Regiment war nun in vier Feld-Eskadronen mit 443 Pferden gegliedert. Im Jahre 1868 bestand der Regimentsstab aus zwölf Offizieren und Beamten, je Eskadron aus vier Offizieren und einem Offiziersaspiranten, 137 Unteroffiziere und Mannschaften sowie 125 Pferden. Der Friedensstandort des Regiments war ab 1868 Ansbach. Am 5. März 1869 wurde Konstantin Freiherr von Pflummern zum Regimentskommandeur ernannt.

### Krieg gegen Frankreich1870/71
Das Regiment trat zu Kriegsbeginn in Stärke zwanzig Offiziere, fünf Beamte, 525 Unteroffiziere und Ulanen, sieben Fahrzeuge und 570 Pferde an. Mit dem 1. Ulanen-Regiment und dem 5. Chevaulegers-Regiment bildete es die Ulanen-Brigade beim II. Armee-Korps, welche unter dem Kommando von Generalmajor Freiherr von Mulzer stand. Am 6. August 1870 bewährte sich das Regiment bei der Säuberung und Verfolgung bei Niederbronn. Es war bei der Einnahme von Marsal am 14. August beteiligt. Ab dem 16. August 1870 befand es sich in Bereitschaft bei der Festung Toul. In der Schlacht bei Sedan am 1. September 1870 wurde es ebenfalls in Bereitschaft gehalten, kam aber nicht zum Einsatz. Am 16. September 1870 focht es bei Rubelles und stand bereits am 18. September 1870 vor Paris. Tags darauf befand es sich wieder in Bereitschaft bei Frêsnes les Rungis, am 13. Oktober 1870 in Petit-Bicêtre und schließlich von 29. auf 30. November 1870 südlich La belle Epine. Anschließend war es im Rahmen der Ulanen-Brigade in den Belagerungsring um Paris eingereiht. Im Januar 1871 versteigerte es 88 Dienstpferde. Am 10. März 1871 marschierte das Regiment von Paris ab und zog am 29. Juni 1871 in Ansbach ein. Während des gesamten Krieges hatte das Regiment „nur“ zwei Gefallene und zwei vermisste Pferde zu beklagen.
1872 war das Regiment in fünf Eskadronen gegliedert und hatte eine Stärke von 732 Mann und 739 Pferden. Am 3. November 1872 übernahm Gustav von Fleschuez zunächst die Führung des Regiment, wurde am 29. April 1873 Regimentskommandeur und 1878 unter Stellung à la suite Kommandeur der 3. Kavallerie-Brigade. Am 1. Juli 1882 erhielt das Regiment von General der Infanterie von Orff feierlich seine Standarte überreicht. Am 13. Juni 1886 wurde König Otto I. von Bayern zum Inhaber des Regiments bestimmt. Am 6. März 1887 wurde Albert von Könitz zum Regimentskommandeur ernannt, welcher als Generalmajor und Kommandeur der 2. Kavallerie-Brigade im Jahre 1891 à la suite gestellt wurde. Für die China-Expedition im Jahre 1900 meldeten sich sechs Freiwillige zur 3. Eskadron des Ostasiatischen Reiter-Regiments. Für den Einsatz in Deutsch-Südwestafrika von März 1904 bis Dezember 1906 wurden ein Sergeant und 31 Ulanen entsandt, von denen zwei Reiter nicht zurückkehrten. Am 26. April 1913 wurde dem Regiment die Prinzregent Ludwig-Stiftung mit einer Einlage von 25.000 Reichsmark zur Verfügung gestellt. Deren Zinsen waren zu zwei Drittel für gemeinnützige Einrichtungen des Offizierkorps sowie zu einem Drittel für hervorragende Kapitulanten-Unteroffiziere zu verwenden. Am 4. Juni 1913 stiftete Rittmeister z. D. Anton Rächl einen bedeutenden Betrag, von dessen Zinsen ein Rekonvaleszenzzuschuss für bedürftige Subalternoffiziere, die durch den Dienst gesundheitlichen Schaden erlitten hatten, ausgezahlt werden sollte. Major z. D. Friedrich Meyer stiftete 14.000 Reichsmark für das Unteroffizierkorps des Regiments. Am 1. Dezember 1913 wurde Major Otto von Faber du Faur zum Regimentskommandeur ernannt, der das Regiment bis zum Ende seines Bestehens führte.

### Erster Weltkrieg

#### 1914
Das Regiment trat am 2. August 1914 in Stärke 33 Offiziere, 85 Unteroffiziere und 570 Ulanen, 600 Pferde und 20 Fahrzeuge an. Es war in vier Feld-Eskadronen gegliedert, die 5. Eskadron war die Ersatz-Eskadron und bildete zusammen mit dem 1. Ulanen-Regiment die 4. Kavallerie-Brigade (sog. Ulanenbrigade). Zudem wurden im August die 2. Landsturm-Eskadron des II. Armee-Korps errichtet. Von 5. bis 10. August 1914 war das Regiment zum Grenzschutz in Lothringen eingesetzt, wo ein Ulan den Tod fand. Am 11. August 1914 nahmen drei Eskadronen unter der Ulanenbrigade an dem Gefecht bei Lagarde teil, wobei die Ulanen-Brigade elf Geschütze, mehrere Maschinengewehre und einen Adler erbeuteten; sie nahm zudem 1400 Franzosen gefangen. Das Regiment verlor im Zuge der Attacke an Gefallenen drei Offiziere, 34 Unteroffiziere und Ulanen sowie zwanzig Pferde; an Verwundeten vier Offiziere, 27 Unteroffiziere und Ulanen sowie elf Pferde sowie an Vermissten vierzehn Ulanen und 135 Pferde. Am 21. August 1914 traf Ersatz von vier Offizieren, 88 Unteroffizieren und Ulanen sowie 295 Pferde ein. Am 21. August 1914 war es bei der Besetzung von Lunéville beteiligt. Am 8. September 1914 erreichte das Regiment Thiaucourt, am folgenden Tag verlor es bei der Affaire zu Nonsard einen gefallenen Ulan, zwei wurden verwundet. Am 12. September 1914 war Beaumont erreicht. Bei den Kämpfen um Lille am 3. Oktober 1914 zeichnete sich besonders Rittmeister Karl Fürst von Wrede aus, so dass er mit Ritterkreuz des Militär-Max-Joseph-Ordens ausgezeichnet wurde. Bei Wambrechies fielen am 5. Oktober 1914 zwei Mann, einer galt als vermisst. Bis 9. Oktober 1914 war das Regiment schon bis vor Hazebrouk vorgestoßen, musste jedoch wegen seiner durch englische Truppen bedrohten rechten Flanke auf Armentières zurückgenommen werden. Am 21. Oktober 1914 trat das Regiment im Rahmen der Ulanenbrigade am linken Flügel der Kavallerie-Division an und kämpfte sich bis 26. Oktober noch bis Hooge-Schuer vor. Während dieser Kämpfe fielen zwei Ulanen. Bei Froyennes fanden am 9. Dezember 1914 drei Ulanen den Tod. Danach war das Regiment bis 9. Januar 1915 bei Thuin-Chimay im Polizei-Dienst eingesetzt. Hierbei verlor es an Gefallenen einen Sergeanten und vier Ulanen.

#### 1915
Während der Kämpfe bei Jeandize am 11. und 20. Februar 1915 kamen zwei Ulanen ums Leben. In den Gefechten am Monsec vom 21. bis 26. März 1915 hatte es keine Gefallenen zu beklagen. Am 31. März 1915 wurde das Regiment auf Schiene verladen und über Koblenz, Kassel, Halle und Posen nach Stallupönen an die Ostfront verlegt, das es am 3. April 1915 erreichte. Während des Gefechts bei Kielmy am 28. April 1915 fielen zwei Offiziere, zwei Unteroffiziere und fünf Ulanen; zwei Offiziere und zwölf Ulanen wurden verwundet und fünfzehn Pferde wurden getötet. Bei Schaulen gelang es am 30. April, ohne eigene Verluste 146 Russen in Gefangenschaft zu führen und ein Maschinengewehr zu erbeuten. Vom 4. bis 8. Mai 1915 stieß das Regiment bis auf Kiejdany vor, wobei es am 5. Mai in den Kämpfen bei Beisagola einen Ulan verlor. In der Nacht vom 7. auf 8. Mai jagte es die Eisenbahnlinie bei Zejmy in die Luft. Bei der Besetzung von Johanpol (bei Cytowiany) am 11. Mai 1915 musste es einen gefallenen Ulan und sechs Verwundete hinnehmen. Während der Abwehrkämpfe an der Dubissa vom 12. Mai bis 5. Juni 1915 fielen dreizehn Mann, es wurden aber auch zwei russische Offiziere und 198 Mann gefangen genommen. Im Laufe des Jahres 1915 wurden die Lanzenfähnlein zur Unterscheidung von den Kosaken wieder eingeführt. Zwischen 10. Juni bis 21. Juli 1915 ging das Regiment bei Plavginie und am Bagno Terule in Stellung, wo es nur einen gefallenen Ulan zu beklagen hatte. Am 22. Juli 1915 stieß es bis Penjany vor und nahm am 24. Juli 1915 Rogowo in Besitz. Am 6. und 7. August 1915 war es am Stoß auf Wilkomierz beteiligt, was am 7. August 1915 zum Gefecht bei Szlenie führte. Am 11. August 1915 wurde die Patrouille „Fasolt“ in Stärke zwei Offiziere, fünf Unteroffiziere und 40 Reitern gebildet, um im Zuge des Baches Punje aufzuklären. Am 15. und 19. August 1915 kam es zu Kämpfen an der Jara, wo der Vormarsch zunächst zur Ruhe kam und vom 20. August bis 9. September zu Stellungskämpfen an der Swienta führte. Am 12. September 1915 nahm das Regiment bei Bikuny 55 Russen gefangen. Bei einem bei Rabun mit starken russischen Infanteriekräften vorgetragenen Angriff fiel am 22. September 1915 ein Ulan, ein Unteroffizier geriet in russische Gefangenschaft, wo jener verstarb. Vom 3. bis 18. Oktober 1915 bestritt das Regiment Stellungskämpfe an der Miadsiolka. Anschließend ging es am 20. Oktober an der Komaika (Litauen) in Stellung verblieb dort bis 13. April 1916.

#### 1916/17
Am 19. März 1916 gelang es dem Regiment überraschend die Heinrichspitze zu erstürmen. Von 17. April bis 4. Juli 1916 wurde es als Heeresreserve bei Olita in Bereitschaft gehalten. Ab dem 7. September 1916 lag das Regiment am Stochod. Nachdem die Russen am 18. August 1916 mit weit überlegenen Kräften Toboly weggenommen hatte, wurde das Regiment mit der Rückeroberung von Toboly am 19. August 1916 beauftragt. Bei der erfolgreichen Operation fielen 40 Mann, 24 Mann starben an Krankheiten, die Zahl der Verwundeten war nicht bekannt. Dabei nahm es zwei russische Offiziere und 270 Mann gefangen, vier Maschinengewehre wurden erbeutet. Rittmeister Otto Rizzi wurde für seine bewiesene Tapferkeit bei den Kämpfen um Toboly mit dem Ritterkreuz des Militär-Max-Joseph-Ordens ausgezeichnet. Im Herbst 1916 wurde eine Maschinengewehr-Eskadron aufgestellt. Am Stochod verblieb das Regiment bis zum 18. Februar 1918.

#### 1918
Am 19. Februar 1918 begann der Vormarsch durch die Ukraine. Am 16. und 18. März 1918 war das Regiment an dem Gefecht bei Alexandrowka beteiligt. Am 19. März 1918 focht es bei Jelisawetgradka. Es kämpfte sich im Bahnkrieg vornehmlich gegen die Bolschewiki über Kiew bis April 1918 nach Nowomoskowsk vor. Dort konnte das Regiment durch russische Kavalleriepferde wieder voll beritten gemacht werden. Am 8. Mai 1918 fanden die Kämpfe um das Bergwerk Baramont statt. Vom 16. Juni bis 29. September 1918 war das Regiment zur Bekämpfung von Banden um Kiew eingesetzt, dabei fielen vier Mann. Bei Bobrinskaja musste es am 30. September 1918 einen weiteren gefallenen Ulan hinnehmen. Von 27. Oktober bis 15. November 1918 stand es in Bereitschaftstellung auf der Krim, um englische Anlandungen zu verhindern.
Gesamtverluste während des Ersten Weltkriegs:
- Gefallene/an Verwundung Verstorbene: 18 Offiziere, 17 Unteroffiziere und 169 Mann
- Vermisste: drei Unteroffiziere und 29 Mann

In Gefangenschaft gerieten zwölf Mann.

### Verbleib
Nach der Nachricht über den Ausbruch der Revolution in Deutschland beschloss am 16. November 1918 das Regiment, zum Rückmarsch in die Heimat aufzubrechen. Im Brigadeverband mit den Kaiserulanen marschierte es dann ab 28. November 1918 bis 4. Februar 1919 1.800 km vom Schwarzen Meer durch die Ukraine, Litauen und Polen bis nach Ostpreußen. Der Rückmarsch erfolgte unter großen Schwierigkeiten bei bis zu 30 Grad Kälte, schlechter Unterkunft und Verpflegung und andauernden Kämpfen mit Banden und halbregulären feindlichen Truppen. So kam es noch am 9. Dezember 1918 zu den Gefechten bei Jelisawetgrad und Zaslaw. Bei Zaslaw kam es am 8. Januar 1919 nochmals zu einem Gefecht, wo ein Offizier und acht Mann fielen, die Anzahl an Verwundeten konnte nicht mehr ermittelt werden. Am 2. Februar 1919 erreichte das Regiment die deutsche Grenze bei Lyck. Zwischen 7. und 11. Februar 1919 rückte das Regiment in voller Ordnung und mit aller Ausrüstung in Ansbach ein, wo ab 12. Februar 1919 die Demobilisierung und anschließende Auflösung begann.
Die Tradition übernahm in der Reichswehr die 2. Eskadron des 17. (Bayerisches) Reiter-Regiments in Ansbach. In der Wehrmacht führte später das I. Bataillon des Panzer-Regiments 25 in Erlangen die Tradition fort.

## Regimentsmusik
Gemäß dem Bayerischen Kriegsminister-Reskript vom 29. Oktober 1883 setzte sich das Trompeterkorps des Regimentes aus fünfzehn Trompetern und fünf Hilfs-Trompeter zusammen, die vom Stabstrompeter geleitet und fortgebildet wurden. Stabstrompeter war von 1863 bis 1883 Friedrich Wittig (1837–1917), von 1883 bis 1909 Johannes Wich (1856–1925) und von 1909 bis 1919 Robert Behn (1876–1945).
- Präsentiermarsch: Der Torgauer Parademarsch von Joachim Scholz; arrangiert von F.W. Voigt
- Parademarsch im Schritt: Des Großen Kurfürsten Reitermarsch von Cuno Graf von Moltke, arrangiert von Reinhard Lehmann (nach anderer Quelle: Erzherzog Albrecht-Marsch von Komzak)
- Parademarsch im Trab: Trabmarsch aus der Operette Orpheus in der Unterwelt von Jacques Offenbach, arrangiert von Wilhelm Sillig
- Parademarsch im Galopp: Amazonen-Marsch aus dem Ballett Fantaska von Peter Ludwig Hertel, Opus 95

## Uniformen
Der stahlgrüne Waffenrock (Ulanka) hatte polnische Aufschläge, Kragen, Vorstöße und zur Parade Rabatten von karmoisinroter Abzeichenfarbe. Die Uniform unterschied sich vom 1. Ulanen-Regiment nur durch die weißmetallenen Knöpfe und Beschläge. Die Epauletten hatten mit neusilberne Monden und karmoisinroten Epaulettenfeldern. Ein weißer Rosshaarbusch (Unteroffiziere und Offiziere weiß-blau) wurde an der Tschapka befestigt. Die Unteroffizierstressen waren silbern, die Landeskokarde blau-weiß. Die lange stahlgrüne Hose war mit karmoisinroten Lampassen ausgestattet. Die Stiefelhose war stahlgrün mit schwarzem Lederbesatz (für Offiziere in Parade ohne Besatz). Das Koppel und das Bandelier waren weiß, bei Offizieren aus Silbertresse mit blauen Durchzügen. Am Bandelier, befand sich eine schwarze, für Offiziere mit einem verzierten, versilberten Deckel versehene Kartusche (Bandelier mit Kartusche wurde zum Gesellschaftsanzug und zum Ausgehanzug nicht getragen.) Die Lanzenflaggen waren weiß-blau (bei Unteroffizieren weiß mit bayerischem Wappenlöwen), ebenso die Feldzeichen oder National genannte Kokarde an der Kopfbedeckung.
Zur Mobilmachung wurde eine Felduniform vom gleichen Schnitt wie die Friedensuniform eingeführt. Die Farbe wurde als feldgrau bezeichnet, das Lederzeug war naturbraun. Die Helme wurden mit einem schilfgrauen Überzug versehen. Bandeliers entfielen. Die Epauletten waren durch Schulterklappen (Offiziere Schulterstücke) ersetzt.

## Sonstiges
Verkehrslokal des Offizierskorps in Ansbach war das Hotel Schwarzer Bock. So beschreibt die Regimentschronik von 1904:

„… das Offizierskorps, so namentlich unverheiratete Herren, verkehrten fast täglich im Kreise von Bürgern, Lehrern und Beamten. Es bestand auch im Schwarzen Bock täglich von 6 Uhr ein Abendschoppen, an dem sich vielfach die Herren des Offizierskorps bis zum Kommandeur hinauf beteiligten. …“

Die Regimentschronik zum Verein ehemaliger Königsulanen in Ansbach schreibt Folgendes:

„… am 27. September 1899 kamen 62 ehemalige Königsulanen auf Veranlassung des Kameraden Meyer, Gasthof zum Schwarzer Bock, dort zusammen und beschlossen die Gründung des Ansbacher Vereins zu dessen erstem Vorstand Kamerad Karl Prächtel gewählt wurde. …“

Die Ansbacher Ulanen wurden scherzhaft „Bier-Ulanen“ genannt, da in ihren Reihen bedeutende Brauereibesitzer dienten. Besonders die Dienstzeit des Inhabers der ehemaligen Ansbacher Hofbräu, später Hürnerbräu, Rittmeister Hürner, dürfte seinen Teil hierzu beigetragen haben, dass es den Ansbacher Ulanen an Bier selten mangelte.